# Европско првенство у атлетици на отвореном 1946 — бацање кугле за жене
Такмичење у бацању кугле у женској конкуренцији на Европском првенству у атлетици 1946. одржано је 22. августа на стадиону Бислет у Ослу.
Титулу освојену у Паризу 1950, није бранила Хермина Шредер из Немачке.

## Земље учеснице
Учествовало је 15 такмичарки из 11 земаља.
1. Данска (1
2. Италија (1)
3. Норвешка (2)
4. Пољска (3)
5. Совјетски Савез (1)
6. Уједињено Краљевство (1)
7. Француска (1)
8. Холандија (1)
9. Чехословачка (2)
10. Шввајцарска (1)
11. Шведска (1)

## Рекорди
| Рекорди пре почетка Европског првенства 1946. | Рекорди пре почетка Европског првенства 1946. | Рекорди пре почетка Европског првенства 1946. | Рекорди пре почетка Европског првенства 1946. | Рекорди пре почетка Европског првенства 1946. |
| --------------------------------------------- | --------------------------------------------- | --------------------------------------------- | --------------------------------------------- | --------------------------------------------- |
| Светски рекорд                                | Татјана Севрјукова СССР                       | 14,89                                         | Фрунзе, СССР                                  | 14. октобар 1945.                             |
| Светски рекорд                                | Гизела Мауермајер Немачка                     | 14,38                                         | Варшава, Пољска                               | 15. јул 1934.                                 |
| Европски рекорд                               | Татјана Севрјукова СССР                       | 14,89                                         | Фрунзе, СССР                                  | 14. октобар 1945.                             |
| Европски рекорд                               | Гизела Мауермајер Немачка                     | 14,38                                         | Варшава, Пољска                               | 15. јул 1934.                                 |
| Рекорди европских првенстава                  | Хермина Шредер Немачка                        | 44,88                                         | Беч, Аустрија                                 | 18. септембар 1938.                           |
| Рекорди после Европског првенства 1946.       |                                               |                                               |                                               |                                               |
| Рекорди европских првенстава                  | Татјана Севрјукова СССР                       | 14,16                                         | Осло, Норвешка                                | 22. август 1946.                              |

## Освајачи медаља
|                         |                             |                        |
| Татјана Севрјукова СССР | Мишлен Остермејер Француска | Амела Пичинини Италија |

## Резултати

### Финале
Такмичење је почело у 17.35. 
| Пласман | Такмичарка                   | Држава               | Време | Белешке |
| ------- | ---------------------------- | -------------------- | ----- | ------- |
|         | Татјана Севрјукова           | СССР                 | 14,16 | РЕП     |
|         | Мишлен Остермејер            | Француска            | 12,84 |         |
|         | Амелија Пичичини             | Италија              | 12,22 |         |
| 4.      | Јадвига Вајс                 | Пољска               | 11,65 |         |
| 5.      | Ејвор Олсон                  | Шведска              | 11,43 |         |
| 6.      | Анс Панхорст-Нисинк          | Холандија            | 11,35 |         |
| 7.      | Марија Квашњевска            | Пољска               | 11,06 |         |
| 8.      | Лив Паулсен                  | Норвешка             | 10,37 |         |
| 9.      | Јарослава Комаркова-Криткова | Чехословачка         | 10,11 |         |
| 10.     | Кетлин Дајер-Тили            | Уједињено Краљевство | 9,83  |         |
| 11.     | Стела Мелгорд                | Данска               | 9,75  |         |
| 12.     | Осе Ћелсет                   | Норвешка             | 9,73  |         |
| -       | Гретел Болигер               | Швајцарска           | БП    |         |
| -       | Станислава Валасјевич        | Пољска               | БП    |         |
| -       | Соња Рајхова                 | Чехословачка         | БП    |         |

## Укупни биланс медаља у бацању кугле за жене после 3. Европског првенства 1938—1946.[4]
|    | Земља           | Злато | Сребро | Бронза | Укупно |
| -- | --------------- | ----- | ------ | ------ | ------ |
| 1. | Немачка         | 1     | 1      | 0      | 2      |
| 2. | Совјетски Савез | 1     | 0      | 0      | 1      |
| 3. | Француска       | 0     | 1      | 0      | 1      |
| 4. | Италија         | 0     | 0      | 1      | 1      |
| 4. | Пољска          | 0     | 0      | 1      | 1      |
|    | Укупно {5}      | 2     | 2      | 2      | 6      |

|                                       | Атлетичарка                           | Земља                                 | Злато                                 | Сребро                                | Бронза                                | Укупно                                |
| Није био вишеструких освајача медаља. | Није био вишеструких освајача медаља. | Није био вишеструких освајача медаља. | Није био вишеструких освајача медаља. | Није био вишеструких освајача медаља. | Није био вишеструких освајача медаља. | Није био вишеструких освајача медаља. |
| ------------------------------------- | ------------------------------------- | ------------------------------------- | ------------------------------------- | ------------------------------------- | ------------------------------------- | ------------------------------------- |